# شورای ملی انتقالی

لیبی
کشورهایی که شورای ملی انتقالی را به عنوان تنها نمایندهٔ مردم لیبی به رسمیت می‌شناسند
کشورهایی که ارتباط غیررسمی با بنغازی دارند ولی به‌طور رسمی آن را به رسمیت نشناخته‌اند
کشورهایی که همچنان رژیم قذافی را به رسمیت می‌شناسند
کشورهایی که اعلام کرده‌اند شورای ملی انتقالی را به رسمیت نخواهند شناخت

شورای ملی انتقالی (به عربی: المجلس الوطني الانتقالي) نهادی‌ست که مخالفان حکومت معمر قذافی در جریان قیام و شورش ۲۰۱۱ لیبی تشکیل دادند تا به هدایت سیاسی انقلاب بپردازد. این شورا در ۲۷ فوریه در شهر بنغازی دومین شهر بزرگ لیبی و پایگاه اصلی مخالفان تأسیس شد، در ۵ مارس در اعلامیه‌ای رسمی خود را «تنها نمایندهٔ مشروع لیبی» معرفی کرد و در ۲۵ مارس یک دولت موقت تشکیل داد.
شورای انتقالی در اشاره به کشور از نام «جمهوری لیبی» استفاده می‌کند در حالی که نام رسمی حکومت قذافی «جماهیر عربی سوسیالیستی خلق بزرگ لیبی» بود.
ریاست شورای ملی انتقالی بر عهدهٔ مصطفی عبدالجلیل است که در آغاز اعتراضات از پست خود به عنوان وزیر دادگستری لیبی استعفا داد و به معترضان پیوست. ریاست دفتر اجرایی انتقالی این شورا را نیز محمود جبرئیل بر عهده دارد.
فرانسه در ۱۰ مارس ۲۰۱۱ نخستین کشوری بود که این شورا را به رسمیت شناخت و در ۲۸ مارس هم قطر دومین کشوری شد که شورای انتقالی لیبی را به عنوان حکومت مشروع لیبی به رسمیت می‌شناسد.
شورای ملی انتقالی پرچم پادشاهی لیبی (۱۹۶۹–۱۹۵۱) را به عنوان پرچم کشور برگزید و شعار آن «آزادی، عدالت، مردم سالاری» است.